# Орт (горное дело)
Орт (нем. Ort, дословно — «место») — горизонтальная подземная горная выработка, не имеющая непосредственного выхода на поверхность и проведённая по рудному телу вкрест простирания залежи полезного ископаемого. 
Орт предназначен для сбора и перемещения добытых в забоях шахты полезных ископаемых к главной транспортной магистрали.
Орты разрабатываются с применением комплексов из буровых кареток, погрузочных машин, вагонов и электровозов.